# リンダ・エヴァンス
リンダ・エヴァンス（Linda Evans, 本名：Linda Evenstad、1942年11月18日 - ）は、アメリカ合衆国の女優。
コネチカット州ハートフォード出身。ノルウェー系アメリカ人。
主にテレビドラマを中心に出演、『バークレー牧場』のオードラ・バークレー役や、『ダイナスティ』のクリストル・キャリントン役で知られる。1982年、『ダイナスティ』で第39回ゴールデングローブ賞テレビドラマ部門 女優賞 (ドラマ部門)を受賞した。
映画監督のジョン・デレクは元夫（1968年結婚、1974年離婚）。

## 主な出演作品

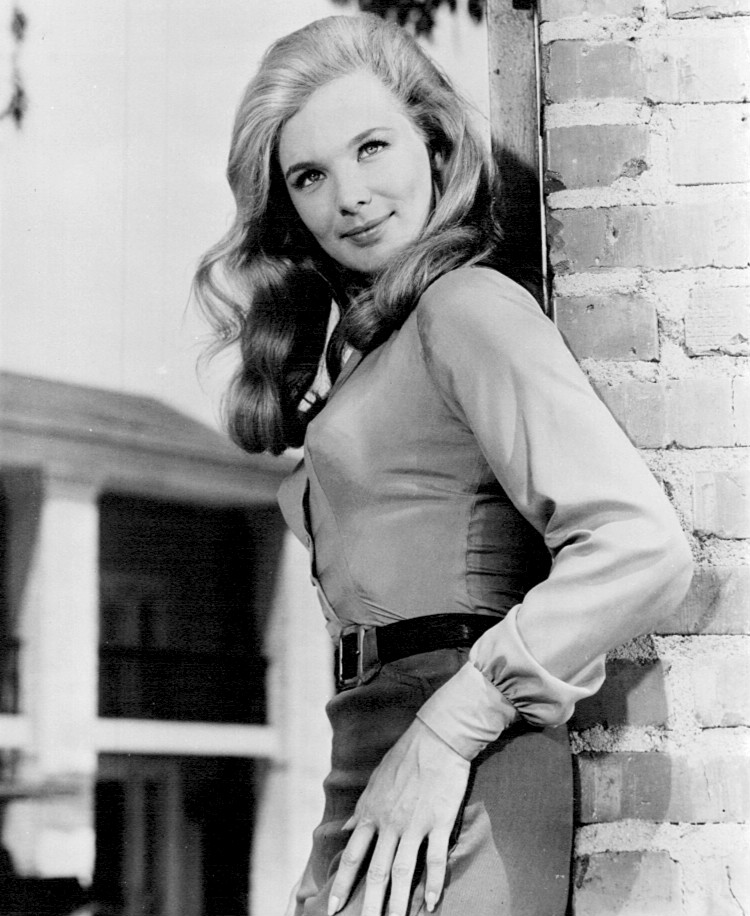
1965年、『バークレー牧場』出演時

### 映画
- われらキャロウェイ Those Calloways (1965)
- ビーチ・ブランケット・ビンゴ Beach Blanket Bingo (1965)
- クランスマン The Klansman (1974)
- ヘロイン大追跡 Mitchell (1975)
- ブラック・ハイジャック/大脱出(秘)計画 Nowhere to Run (1978) テレビ映画
- アバランチエクスプレス Avalanche Express (1979)
- トム・ホーン Tom Horn (1980)
- 荒野のギャンブラー II Kenny Rogers as The Gambler: The Adventure Continues (1983) テレビ映画
- ラスト・フロンティア/遥かなる大地 The Last Frontier (1986) テレビ映画
- ザ・ギャンブラー・リターンズ　ザ・ラック・オブ・ドロー The Gambler Returns: The Luck of the Draw (1991) テレビ映画
- 悪魔の義妹（いもうと） The Stepsister (1997) テレビ映画
- スワンソング Swan Song (2021)

### テレビドラマ
- おじさまはひとりもの Bachelor Father (1960)
- 陽気なネルソン The Adventures of Ozzie & Harriet (1960-1962)
- アウトローズ Outlaws (1962)
- アンタッチャブル The Untouchables (1962) クレジットなし
- イレブンス・アワー The Eleventh Hour (1963)
- ドクター・キルデア Dr. Kildare (1964)
- 幌馬車隊 Wagon Train (1965)
- ブラボー火星人 My Favorite Martian (1965)
- バークレー牧場 The Big Valley (1965-1969)
- 警部マクロード McCloud (1973)
- バナチェック登場 Banacek (1974)
- マニックス Mannix (1974)
- 追跡者 Harry O (1974)
- 署長マクミラン McMillan & Wife (1975)
- マッコイと野郎ども McCoy (1975)
- ロックフォードの事件メモ The Rockford Files (1975)
- 俺たち賞金稼ぎ!!フォール・ガイ The Fall Guy (1981)
- ラブ・ボート The Love Boat (1981-1983)
- グリッター Glitter (1984)
- 南北戦争物語 愛と自由への大地 North and South, Book II (1986) ミニシリーズ
- ダイナスティ Dynasty (1981-1989)
- ダイナスティ・リユニオン Dynasty: The Reunion (1991) ミニシリーズ